# William MacAskill
William David MacAskill (nascido em 24 de março de 1987)  é um filósofo e eticista escocês, que é um dos criadores do movimento de altruísmo efetivo. Ele é Professor Associado e Tutorial Fellow no Lincoln College, Oxford, Presidente do Conselho Consultivo do Global Priorities Institute da Universidade de Oxford e Diretor da Forethought Foundation for Global Priorities Research. MacAskill também é cofundador do Giving What We Can, do Center for Effective Altruism e do 80.000 Hours. Ele é o autor do livro de 2015 Doing Good Better, do livro de 2022 What We Owe the Future, e co-autor do livro de 2020 Moral Uncertainty.

## Infância e educação
MacAskill nasceu William Crouch, em 1987, e cresceu em Glasgow. Sua mãe trabalhava para o Serviço Nacional de Saúde e seu pai trabalhava em TI; ele tem dois irmãos mais velhos. MacAskill foi educado na Hutchesons' Grammar School, uma escola particular em Glasgow. Aos 15 anos, depois de saber quantas pessoas estavam morrendo por causa da Aids, ele decidiu trabalhar para ficar rico e doar metade de seu dinheiro. Ele fez voluntariado para um grupo de escoteiros com deficiência. Aos 18 anos, durante seus estudos universitários, MacAskill foi exposto ao ensaio de Peter Singer de 1972, "Famine, Affluence, and Morality", que mais tarde se tornou um princípio orientador para sua vida.
MacAskill obteve um BA em filosofia no Jesus College, Cambridge, em 2008; seu BPhil em St Edmund Hall, Oxford, em 2010; e seu DPhil no St Anne's College, Oxford, em 2014 (passando um ano como estudante visitante na Princeton University), supervisionado por John Broome e Krister Bykvist. Ele então assumiu uma bolsa de pesquisa júnior no Emmanuel College, Cambridge, antes de assumir um cargo de professor associado no Lincoln College, Oxford.

## Carreira
MacAskill foi consultor da 10 Downing Street e do ex-primeiro-ministro britânico Gordon Brown. Bill Gates o descreve como "um nerd de dados como eu".
Em 2009, MacAskill, juntamente com Toby Ord, co-fundou a organização Giving What We Can para incentivar as pessoas a doar 10% de sua renda para instituições de caridade eficazes. Ele cofundou o Center for Effective Altruism em 2011 como uma organização guarda-chuva de Giving What We Can e 80,000 hours, que ele cofundou com Benjamin Todd, para fornecer conselhos sobre como usar sua carreira para fazer o melhor no mundo.

### Pesquisa
Um dos principais focos da pesquisa de MacAskill tem sido a questão de como se deve tomar decisões sob incerteza normativa; este foi o tema de sua dissertação para seu DPhil, ele publicou sobre esta questão em Mind e The Journal of Philosophy.

### Escrita
A escrita popular de MacAskill foi publicada no The New Yorker, The Guardian, The Independent, Time, The Atlantic e The Washington Post.

## Publicações
- O que devemos ao futuro . Livros Básicos, 2022.ISBN 978-1541618626 .
- Fazendo o bem melhor: altruísmo eficaz e uma maneira radical de fazer a diferença . Londres: Guardian Faber, 2015.ISBN 978-1-78335-049-0.
- com Krister Bykvist e Toby Ord . Incerteza Moral . Oxford: Oxford University Press, 2020.ISBN 978-1-78335-049-0.
- com Darius Meissner e Richard Yetter Chappell. Utilitarianism.net — um livro introdutório online sobre utilitarismo .